# Přírodní park Sarve
Přírodní park Sarve, estonsky Sarve maastikukaitseala, je chráněnou krajinnou oblastí na poloostrově Sarve v okolí vesnice Sarve na východní části ostrova Hiiumaa v kraji Hiiumaa v Estonsku.

## Další informace
Prvotní přírodní rezervace Sarve byla zřízena v roce 1973 a v roce 1996 byla prohlášena přírodním parkem. Účelem zřízení je ochrana cenných geologických útvarů poloostrova Sarve a na ně vázaných rostlinných a živočišných společenstev. Zvláště cenné jsou louky na mělkém vápencovém podkladu, kde se vyskytuje Vstavač vojenský (Orchis militaris). Park je situován na vápencovém podloží a také se zde vyskytují četné bludné balvany z doby ledové a menší pobřežní útesy. Název „Sarve“ znamená estonsky „Roh“. Na území parku jsou také turistické trasy, např.dálková turistická trasa Heltermaa-Ristna-Sarve (Heltermaa-Ristna-Sarve haru), cyklotrasy a tábořiště Sarve (Sarve telkimisala).

## Galerie

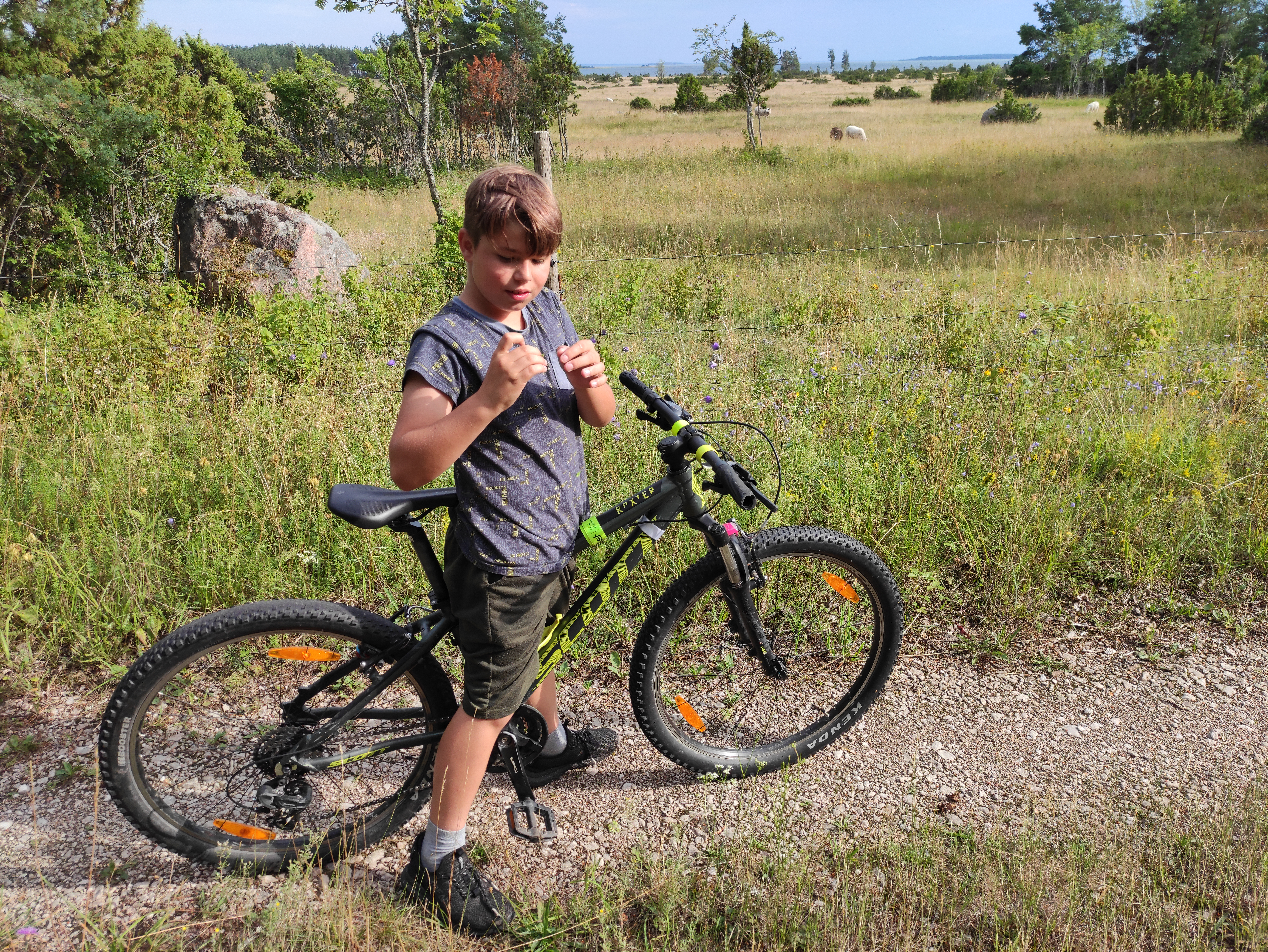
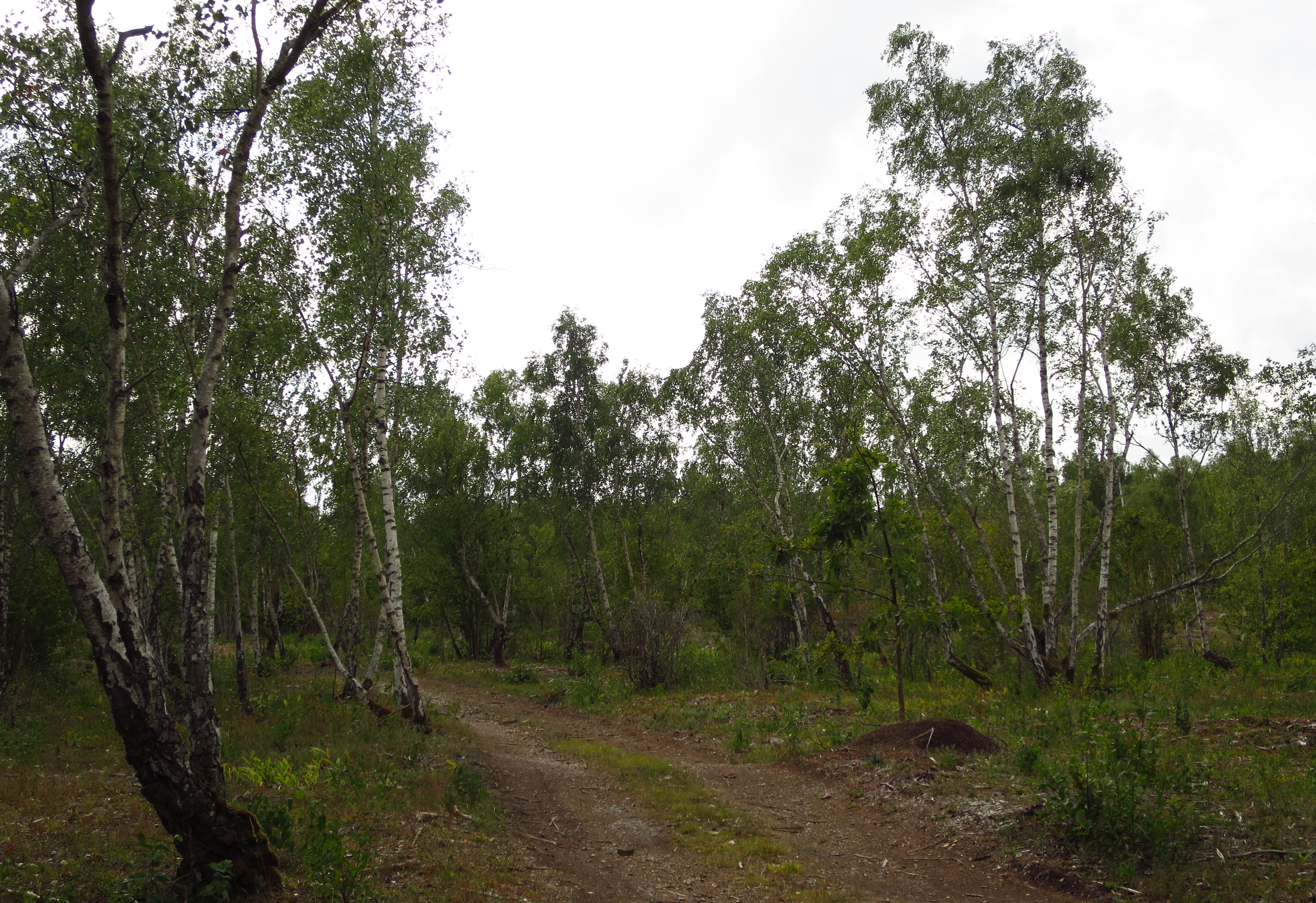